# Soprana

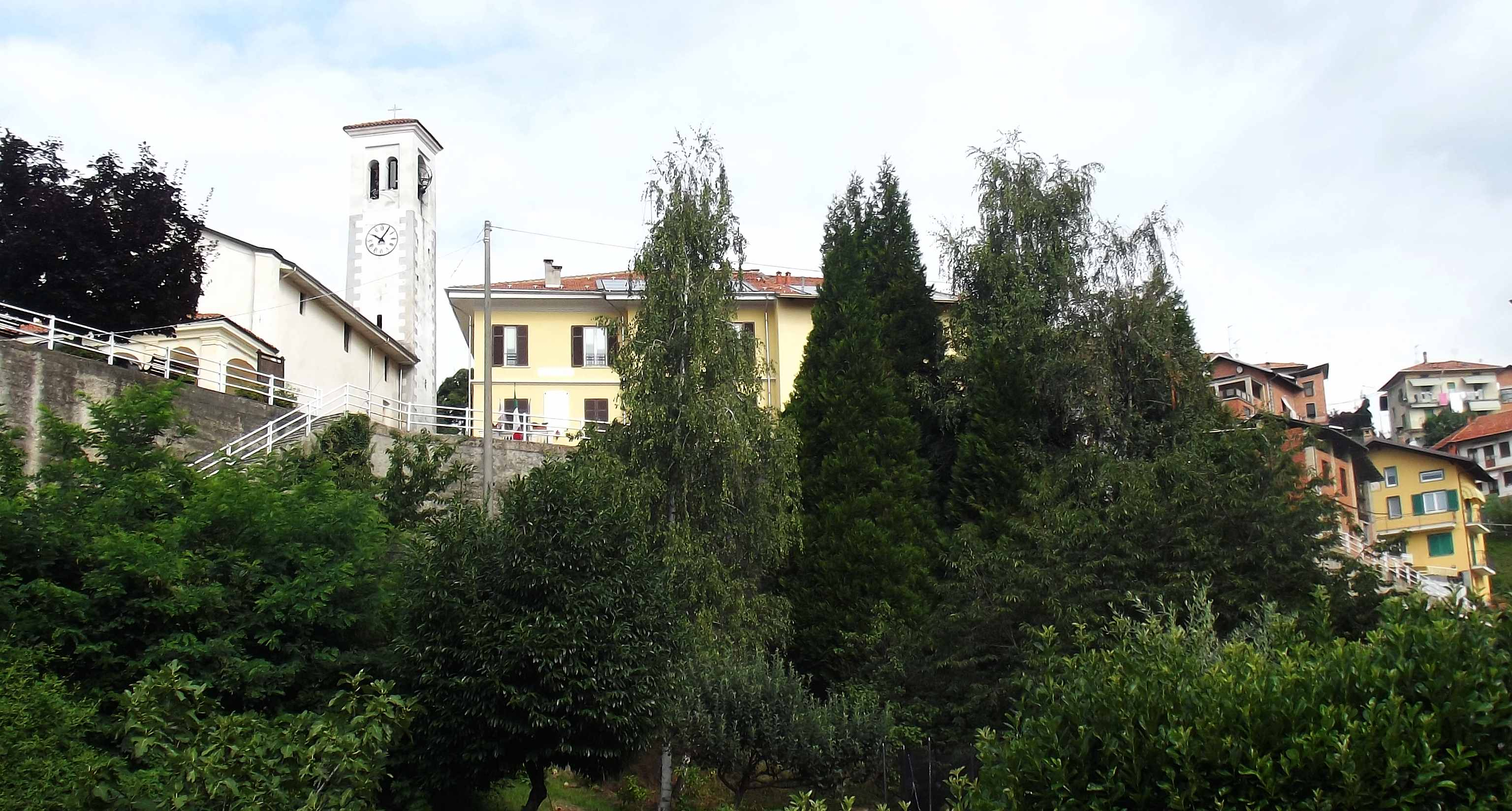
Panorama

Soprana ist eine Fraktion (Ortsteil, ital. frazione) der Gemeinde Valdilana mit zuletzt 697 Einwohnern (Stand: 30. November 2018) in der italienischen Provinz Biella (BI), Region Piemont.

## Geographie
Das Gemeindegebiet umfasst eine Fläche von fünf Quadratkilometer.

## Geschichte
Zum 1. Januar 2019 wurde Soprana Teil der Gemeinde Valdilana.

## Sehenswürdigkeiten
- Josephskirche, Mitte des 17. Jahrhunderts erbaut.
- Wassermühle, Teil eines Ecomuseums